# Die Himmelhunde von Boragora
Die Himmelhunde von Boragora (Originaltitel: Tales of the Gold Monkey) ist eine US-amerikanische Action-, Spionage- und Abenteuerserie. Sie wurde von Universal Television für den US-Sender ABC produziert und umfasst eine Staffel mit 22 Episoden.

## Handlung
Jake Cutter ist ein ehemaliger Kampfpilot, der im Jahre 1938 eine kleine Fluggesellschaft auf der fiktiven Insel Boragora, einem Teil der Marivella-Inselgruppe im Südpazifik, betreibt. Er trägt an seiner abgewetzten Lederjacke das Flying-Tigers-Abzeichen, ein Relikt aus seiner Vergangenheit als Söldner.
Seine Partner sind sein bester Freund Corky und der einäugige Jack Russell Terrier Jack, dessen juwelenbesetztes Auge Jake bei einem Spiel verloren hat und der deshalb eine Augenklappe tragen muss. Mit seinem Flugzeug, einer Grumman Goose, transportiert er Schmuggelgut von Insel zu Insel oder rettet entführte Reisende. Dabei kommen ihm deutsche Soldaten, japanische Spione oder auch Südseepiraten so manches Mal in die Quere.
Beliebter Treffpunkt auf Boragora ist die Monkey Bar, die im Besitz des noblen französischen Magistrat Bon Chance Louis ist. Dort singt allabendlich die hübsche Sängerin Sarah, die eigentlich eine US-amerikanische Spionin ist. Jake, der oberhalb der Bar in einem kleinen Zimmer wohnt, weiß als einziger von ihrer wahren Identität.

## Ausstrahlung
In den Vereinigten Staaten begann die Ausstrahlung der Serie am 22. September 1982 auf ABC mit dem zweistündigen Pilotfilm Tales of the Gold Monkey. Die regelmäßige Ausstrahlung begann eine Woche später am 29. September 1982 und endete am 8. April 1983 nach insgesamt 21 Episoden. Allerdings wurde knapp zwei Monate später am 1. Juni noch die letzte Episode gezeigt. Da die Einschaltquoten der Serie die hohen Produktionskosten nicht decken konnten, wurde die Serie nach einer Staffel eingestellt.
Erst acht Jahre nach der US-Erstausstrahlung nahm der deutsche Privatsender RTLplus die Serie ins Programm. Nachdem der Pilotfilm am 17. September 1990 ausgestrahlt wurde, erfolgte die Ausstrahlung der restlichen Episoden ab dem 21. September jeweils freitags. Der Sender achtete dabei allerdings nicht auf die Produktionsreihenfolge, sodass z. B. nach dem Pilotfilm zunächst die zehnte Episode, dann die vierte Episode und danach erst die reguläre zweite Episode gezeigt wurde. Seit der kompletten Wiederholung von September 1992 bis Januar 1993 wurde die Serie nicht wieder im deutschen Fernsehen gezeigt.

## Episodenliste
| Nr. | Deutscher Titel                           | Originaltitel                | Erstausstrahlung USA | Deutschsprachige Erstausstrahlung (D) | Regie                | Drehbuch                                                                    |
| --- | ----------------------------------------- | ---------------------------- | -------------------- | ------------------------------------- | -------------------- | --------------------------------------------------------------------------- |
| 1   | Das Geheimnis des goldenen Affen – Teil 1 | Tales of the Gold Monkey (1) | 22. Sep. 1982        | 17. Sep. 1990                         | Ray Austin           | Donald P. Bellisario                                                        |
| 2   | Das Geheimnis des goldenen Affen – Teil 2 | Tales of the Gold Monkey (2) | 22. Sep. 1982        | 17. Sep. 1990                         | Ray Austin           | Donald P. Bellisario                                                        |
| 3   | Entführt                                  | Shanghaied                   | 29. Sep. 1982        | 5. Okt. 1990                          | Alan J. Levi         | Donald P. Bellisario                                                        |
| 4   | Die Wunderwaffe                           | Black Pearl                  | 13. Okt. 1982        | 28. Sep. 1990                         | Victor Lobl          | Dennis Capps, Bob Foster, George Geiger, Paul Savage & Donald P. Bellisario |
| 5   | Ein lohnendes Abenteuer?                  | Legends Are Forever          | 20. Okt. 1982        | 12. Okt. 1990                         | Virgil Vogel         | Milt Rosen, Reuben Leder & Donald P. Bellisario                             |
| 6   | Flucht von der Toteninsel                 | Escape from Death Island     | 27. Okt. 1982        | 19. Okt. 1990                         | James Frawley        | Peter Elliot & Stephen Katz                                                 |
| 7   | Der Fluch des Pharaohs                    | Trunk From the Past          | 3. Nov. 1982         | 26. Okt. 1990                         | Christian I. Nyby II | John Pashdag & Brady Westwater                                              |
| 8   | Der Geheimtransport                       | Once a Tiger…                | 17. Nov. 1982        | 2. Nov. 1990                          | Winrich Kolbe        | L. Ford Neal & John Huff                                                    |
| 9   | Der Racheschwur                           | Honor Thy Brother            | 24. Nov. 1982        | 9. Nov. 1990                          | Mike Vejar           | Jeff Ray, Danny Lee Cole, Bill Driskill & George Geiger                     |
| 10  | Die Lady und der Tiger                    | The Lady and the Tiger       | 8. Dez. 1982         | 21. Sep. 1990                         | Virgil Vogel         | Donald P. Bellisario                                                        |
| 11  | Vermißt                                   | The Late Sarah White         | 22. Dez. 1982        | 16. Nov. 1990                         | Harvey S. Laidman    | Mary Ann Kasica, Michael Scheff, Donald P. Bellisario, George Geiger        |
| 12  | Das Idol                                  | The Sultan of Swat           | 5. Jan. 1983         | 23. Nov. 1990                         | Virgil Vogel         | David Brown                                                                 |
| 13  | Der Dschungel-Boy                         | Ape Boy                      | 12. Jan. 1983        | 30. Nov. 1990                         | Winrich Kolbe        | Andrew Schneider, Bill Driskill                                             |
| 14  | Die Rettung der Krone                     | God Save the Queen           | 19. Jan. 1983        | 7. Dez. 1990                          | Virgil Vogel         | George Geiger                                                               |
| 15  | Sabrina                                   | High Stakes Lady             | 26. Jan. 1983        | 14. Dez. 1990                         | James Frawley        | Bill Driskill                                                               |
| 16  | Die fliegende Nonne                       | Force of Habit               | 2. Feb. 1983         | 21. Dez. 1990                         | Harvey S. Laidman    | Tom Greene                                                                  |
| 17  | Die Insel des Schreckens                  | Cooked Goose                 | 4. März 1983         | 28. Dez. 1990                         | Donald A. Baer       | Jay Huguely                                                                 |
| 18  | Der Verräter                              | Last Chance Louie            | 11. März 1983        | 4. Jan. 1991                          | James Fargo          | Tom Greene & George Geiger                                                  |
| 19  | Im Fadenkreuz                             | Naka Jima Kill               | 11. März 1983        | 10. Jan. 1991                         | Jack Whitman         | Andrew Schneider & Tom Greene                                               |
| 20  | Die Schatzsuche                           | Boragora or Bust             | 18. März 1983        | 11. Jan. 1991                         | Ivan Dixon           | George Geiger & Tom Greene                                                  |
| 21  | Der Zorn der Götter                       | A Distant Shout of Thunder   | 8. Apr. 1983         | 18. Jan. 1991                         | James Fargo          | Tom Greene & George Geiger                                                  |
| 22  | Auf Leben und Tod                         | Mourning Becomes Matuka      | 1. Juni 1983         | 25. Jan. 1991                         | David Jones          | Jay Huguely, Tom Greene & George Geiger                                     |

## Wissenswertes
- Die Serie entstand – genau wie Frank Buck – Abenteuer in Malaysia – im Fahrwasser der äußerst erfolgreichen Indiana-Jones-Kinofilmreihe, konnte jedoch nicht an deren Erfolg anknüpfen, weshalb sie bereits nach nur einer Staffel abgesetzt wurde.
- Es gibt einige Parallelen zu Handlung und Figuren der Disney-Serie Käpt’n Balu und seine tollkühne Crew.

## Auszeichnungen
1983 erhielt die Serie den Emmy in der Sparte Outstanding Art Direction for a Series. Zudem wurde sie im gleichen Jahr für den Emmy für Kostümdesign (Outstanding Costume Design for a Series), Sounddesign (Outstanding Film Sound Editing for a Series) und Soundmix (Outstanding Film Sound Mixing for a Series) nominiert.